# روی ماچادو
 روی ماچادو (انگلیسی: Rui Machado؛ زاده ۱۰ آوریل ۱۹۸۴) یک تنیس‌باز اهل پرتغال است. 